# Interconsulta em Hospital Geral
A Psiquiatria de interconsulta ou Psiquiatria de Ligação (Liaison Psychiatry) é uma subespecialidade da psiquiatria que incorpora atendimento clínico, ensino e pesquisa na fronteira entre psiquiatria e medicina. (Lipowsky, 1983). 
Nesta especialidade, o modelo biopsicossocial é analisado através de campos relacionados como Medicina psicossomática, a psiquiatria do doente orgánico (doenças que não são do foro psiquiátrico), psiquiatria do doente cirúrgico, medicina comportamental e psicologia da saúde.